# Ixora pauciflora
Ixora pauciflora är en måreväxtart som beskrevs av Dc.. Ixora pauciflora ingår i släktet Ixora och familjen måreväxter. Inga underarter finns listade i Catalogue of Life.